# Wilhelmsburg (Ausztria)
Wilhelmsburg osztrák város Alsó-Ausztria St. Pölten-i járásában. 2024 januárjában 6489 lakosa volt. 

## Elhelyezkedése

Wilhelmsburg a Sankt Pölten-i járásban

A kreisbachi kastély

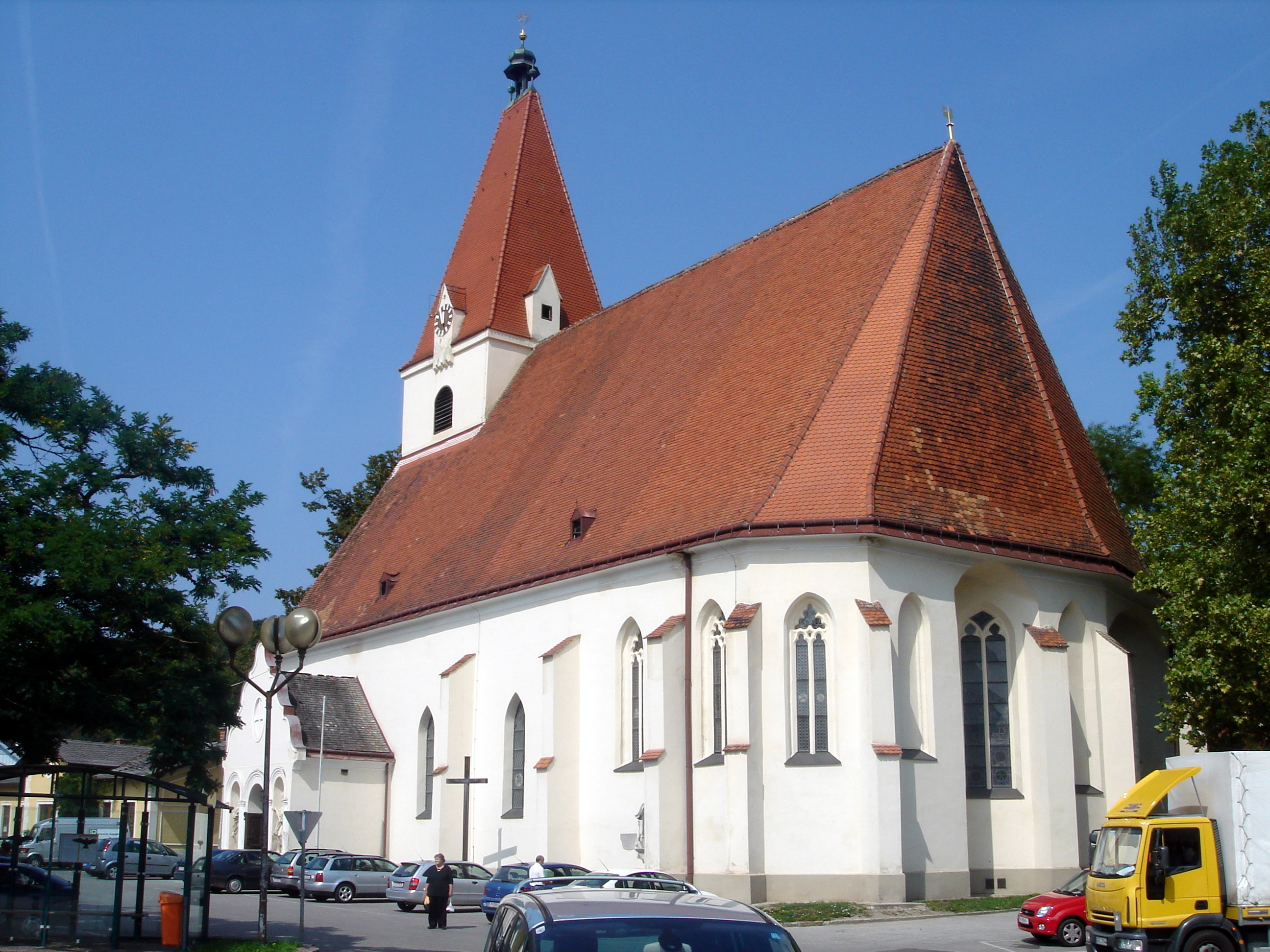
A Szt. István-plébániatemplom

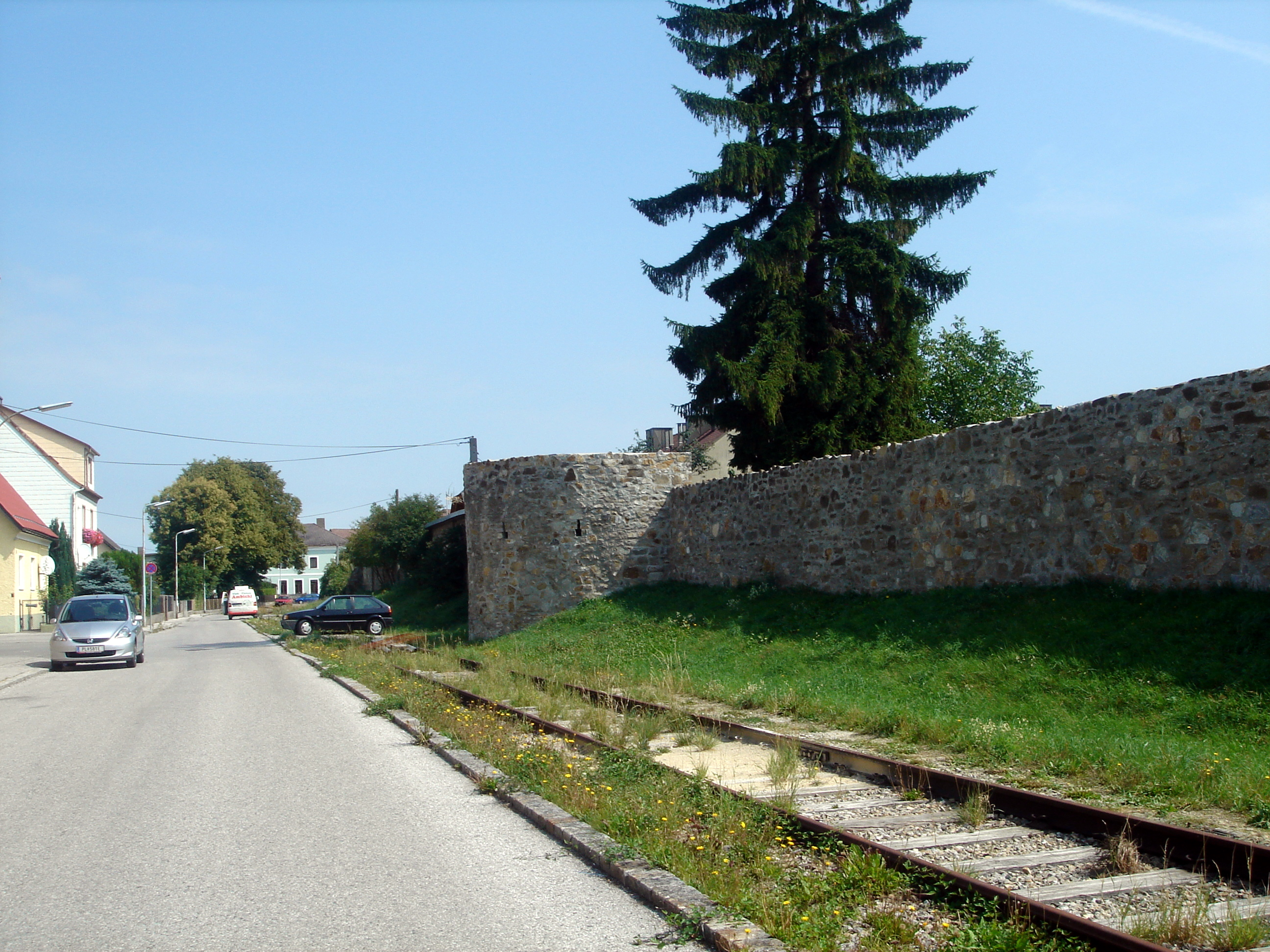
A városfal maradványai

Wilhelmsburg a tartomány Mostviertel régiójában fekszik a Bécsi-erdő és a Türnitzi-Alpok között, Traisen folyó mentén. Legmagasabb pontja a Stockerhöhe (734 m). Területének 38,2%-a erdő, 51,2% áll mezőgazdasági művelés alatt. Az önkormányzathoz egyetlen település tartozik, amely Altenburg, Göblasbruck, Handelberg, Kanzling, Kreisbach, Pömmern, Wegbach, Wielandsberg, Wilhelmsburg és Wolkersberg katasztrális községekre oszlik.
A környező önkormányzatok: északra Sankt Pölten, keletre Pyhra, délkeletre Sankt Veit an der Gölsen, délre Eschenau, délnyugatra Hofstetten-Grünau, nyugatra Weinburg, északnyugatra Ober-Grafendorf.

## Története
Egy Wilhelm nevű frank lovag valószínűleg még 850 előtt épített itt várat. Az első templomot a 10. században építették és a települést Willehalmspurch néven 1083-ban említik először. 1209-ben VI. Babenberg Lipót herceg összes itteni birtokát a lilienfeldi apátságnak adományozta; ebben az évben említik először az önálló egyházközséget is. 1279-ben mezővárosi jogokat kapott. A Kirchengassén lévő Mária-kápolnát 1320-ban szentelték fel, a templomot és a várost körülvevő városfalat pedig 1330-ban kezdték építeni.
Egy nagy tűzvész 1457-ben elpusztította a városközpontot, ezután kezdődtek meg a plébániatemplom újjáépítési munkálatai. Bécs 1529-es török ostromakor a fal megvédte a várost, de azért 1568-1587 között megmagasították. Georg Premberger apát 1580-ban ispotályt alapított a szegények számára. Az 1596-97-es parasztfelkelés idején a császári erők szétverték a Wilhelmsburgtól északra gyülekező parasztsereget. A nyugtalan, háborús idők miatt 1607-1627 között ismét megerősítették a városfalat, ami jó szolgálatot tett Bécs második, 1683-as ostromakor, mert a törökök csak kisebb károkat okoztak. 
A napóleoni háborúk során, 1805-ben és 1809-ben a franciák megszállták Wilhelmsburgot. A mezőváros 1830 körül kezdett iparosodni, ekkor Göblasbruckban pamutgyárat alapítottak. A vasút 1877-ben érkezett meg a Leobersdorf-St. Pölten vonal megnyitásával. 
1920 márciusában egy nagy tűzvészben 34 ház és a régi városháza leégett. Az 1938-as Anschlusst követő közigazgatási átszervezés során Wilhelmsburg, Göblasbruck és Kreisbach egyetlen nagyközséggé egyesült. Wilhelmsburgot 1959-ben városi rangra emelték. 1999. december 2-án egy gázrobbanás tíz halálos áldozatot követelt.

## Lakosság
A wilhelmsburgi önkormányzat területén 2024 januárjában 6489 fő élt. Lakosságszáma 1971 óta 6500 körül stagnál. 2022-ben az ittlakók 92,8%-a volt osztrák állampolgár; a külföldiek közül 1% a régi (2004 előtti), 3,6% az új EU-tagállamokból érkezett. 5,4% a volt Jugoszlávia (Horvátország és Szlovénia kivételével) vagy Törökország; 1,7% egyéb ország polgára volt. 2001-ben a lakosok 67,3%-a római katolikusnak, 4,5% evangélikusnak, 4,8% ortodoxnak, 3,7% mohamedánnak, 18,1% pedig felekezeten kívülinek vallotta magát. Ugyanekkor 18 magyar élt a városban; a legnagyobb nemzetiségi csoportokat a németek (90,3%) mellett a szerbek (4%) és a törökök (2,4%) alkották. 
A népesség változása:

| 2016 | 6 525 |
| 2018 | 6 557 |

## Látnivalók
- a középkori városfal maradványai
- a kreisbachi kastély
- a Szt. István-plébániatemplom
- az edénymúzeum

## Fordítás
- Ez a szócikk részben vagy egészben  a   Wilhelmsburg című német Wikipédia-szócikk ezen változatának fordításán alapul.  Az eredeti cikk szerkesztőit annak laptörténete sorolja fel. Ez a jelzés csupán a megfogalmazás eredetét és a szerzői jogokat jelzi, nem szolgál a cikkben szereplő információk forrásmegjelöléseként.

1. ↑  Einwohnerzahl 1.1.2018 nach Gemeinden mit Status, Gebietsstand 1.1.2018. Osztrák Statisztikai Hivatal. (Hozzáférés: 2019. március 9.)